# Плід (анатомія)

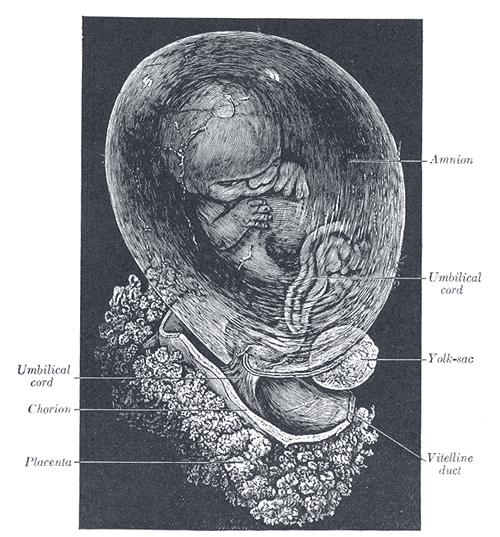
Плід в утробі жінки

Плід, також фе́тус (лат. fetus) — ембріон ссавців починаючи з 8-го тижня розвитку, коли закладено всі основні органи, і до пологів. Деякі джерела вважають плодами 9- чи 10-тижневі ембріони. Від латинської назви утворений термін фета́льний, тобто властивий плоду.

## Анатомо-фізіологічні особливості розвитку плода  == Фізіологія
Впродовж внутрішньоутробного періоду розвитку процеси дихання, харчування, виділення та обміну речовин здійснюються у плода завдяки плаценті. До 4 місяця розвитку у плода сформовані риси обличчя. Рухи плоду вагітна жінка починає відчувати наприкінці 4 — на початку 5 місяця. При вислуховуванні живота в цей час можна почути його серцебиття. До кінця 6 місяця вагітності рухи стають активнішими. До початку 8 місяця від запліднення (або 28 тижня від першого для останньої менструації) плід вважається недоношеним, але життєздатним. Діти, народжені в цей термін (передчасні пологи), можуть вижити, але лише при дотриманні особливих правил догляду.
Ріст є основним біологічним процесом дитячого організму та включає в себе змінення маси та форми тіла , фізіологічних функцій організму. Починається ріст з запліднення яйцеклітини та закінчується певним дозріванням організму . Як усім  відомо , що все розвивається по етапно тож і у цій статті ми розглянемо все з самого початку . Нервова система : Зачаток мозку у ембріона утворюється на ранній стадії його розвитку . Елементи рефлекторної дуги можливо виявити на 2-місяці внутрішньоутробного  життя  , а рухові рефлекси на 2-3 місяці вагітності. До 5 місяця формується спинний мозок і кора великих півкуль головного мозку та з цієго моменту всі функції плоду регулюються спинним мозком та підкірковими центрами головного мозку . До 6-7 місяця внутрішньоутробного життя закінчується розвиток ізвилин в корі великих півкуль головного мозку, а функції кори головного мозку розвиваються після народження дитини . У новонароджених та дітей молодшого віку не завершена міелінозія нервових волокон , а це означає, що деякі реакції не диференціюють в корі головного мозку , а проходять через підкіркові утворення.           
'Кров: На 2-3 місяці вагітності внутрішньоутробного життя плода , клітини у крові утворюються переважно у печінці. Кровотворна функція селезінки починається з 4 місяця , а у  другому триместрі вагітності формуються білки сироватки і системи згортання крові . У зрілого плоду кількість гемоглобіну та еритроцитів значно більша чим у дорослої людини .
Максимальна кількість плодів, знайдених в людському тілі, становила 15: 10 дівчаток і 5 хлопчиків. Всім їм було 4 місяці, коли в липні 1971 року їх вилучили з матки італійської жінки. Вона приймала ліки для стимуляції зачаття.